# Мелиновац
Мелиновац је насељено мјесто у општини Доњи Лапац, источна Лика, Република Хрватска.

## Географија
Мелиновац је удаљен око 25 км сјеверно од Доњег Лапца. Место се налази уз границу са БиХ.

## Историја
Мелиновац се од распада Југославије до августа 1995. године налазио у Републици Српској Крајини.

## Становништво
Мелиновац се од пописа становништва 1961. до августа 1995. налазио у саставу некадашње општине Доњи Лапац. Према попису становништва из 2011. године, насеље Мелиновац је имало 9 становника.
| Националност       | 1991. | 1981. | 1971. | 1961. |
| Срби               | 42    | 62    | 115   | 153   |
| Југословени        |       | 1     |       |       |
| Хрвати             |       |       | 5     | 6     |
| остали и непознато | 1     | 3     | 1     | 3     |
| Укупно             | 43    | 66    | 121   | 162   |

| Демографија | Демографија | Демографија |
| Година      | Становника  | Становника  |
| ----------- | ----------- | ----------- |
| 1961.       | 162         |             |
| 1971.       | 121         |             |
| 1981.       | 66          |             |
| 1991.       | 43          |             |
| 2001.       | 4           |             |
| 2011.       |             | 9           |